# Antigua ruta de la sal

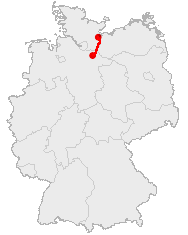
Recorrido de la Alte Salzstraße.

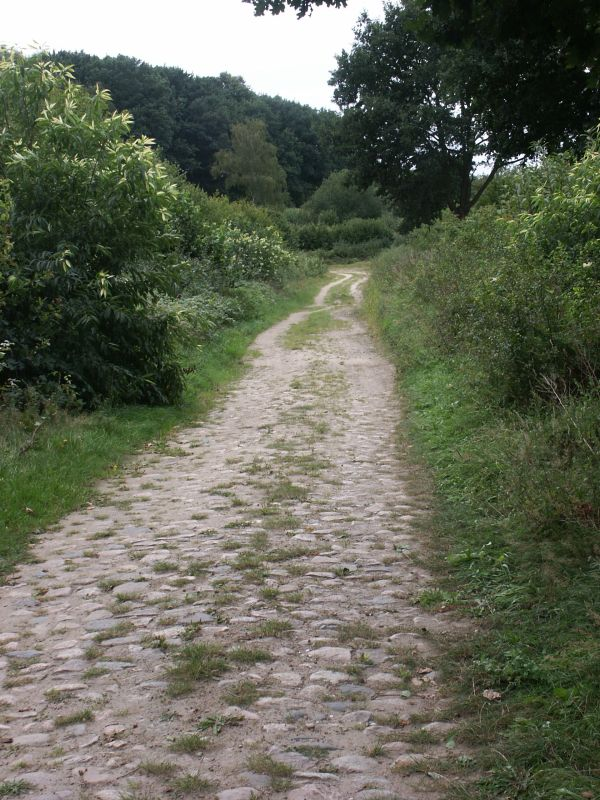
Este camino denominado Alte Salzstraße (antigua ruta de la sal) en el norte de Alemania viene a denominar la importancia que tuvo el transporte de este preciado condimento en la mayoría de las culturas.

La Alte Salzstraße (que traducido del alemán significa antiguo camino de la sal) se trata de una antigua ruta comercial de aproximadamente 100 km de largo entre las ciudades alemanas de Lüneburg y Lübeck (Norte de Alemania), que en la actualidad está diseñada como ruta turística con temática comercial e histórica. Uno de los objetivos del camino era transportar la sal a las ciudades costeras del mar Báltico para que la industria pesquera del norte pudiese salar el arenque y poder comercial con él a lo largo de las ciudades costeras del norte de Europa mediante el advenimiento de la Liga Hanseática. La sal era en la época antigua un bien muy valorado (véase: Historia de la sal) y necesitaba ser transportado a lugares donde era necesaria. Hoy en día es una ruta de senderismo.

## Historia
La Alte Salzstraße posee una página en la historia de la sal y puede decirse que se remonta al neolítico cuando se establecen en Europa ciertas rutas comerciales que conectan diversas poblaciones relativamente distantes debido a una transhumancia constante. Este trasiego de personas daría pronto lugar a un movimiento de mercancías. En el caso de la Salzstraße la geografía favoreció a conectar Lüneburg con la ciudad costera de Lübeck. El periodo floreciente de esta vía comercial coincide con los siglos XII al XVI en los que abastece de sal a la industria pesquera del báltico, en especial al procesado del arenque del norte. Cobra mucha importancia el mercado de Escania (Escania) en el que se trata con grandes cantidades de pescado en salazón. 
La ruta cobra importancia cuando se conecta la ciudad de Lüneburg con las prolíficas minas salinas del sur, la conexión se hace desde 1398 debido a que sobre el Elba que en Artlenburg (en las cercanías de Lauenburg) se conecta mediante un canal: Stecknitzkanal (uno de los canales más antiguos de Europa). Toda esta infraestructura se conectó, junto con la existencia de múltiples Salzspeicher (Almacenes de sal), a lo largo de la ruta e hizo que se proveyera a las zonas pesqueras de una gran cantidad de sal que favoreció el comercio a lo largo del mar báltico. Una barca de sal tardaba cerca de 20 días para llegar desde las minas del sur hasta Lübeck. 

## Actualidad
En la actualidad la Alte Salzstraße es una ruta para senderismo así como para circulación de bicicletas que corre paralelo al Canal Elba-Lübeck y conecta dos distritos federales Niedersachsen con Schleswig-Holstein. 